# Poama
Poama is een plaats in de Estlandse gemeente Hiiumaa, provincie Hiiumaa. De plaats heeft de status van dorp (Estisch: küla).
De plaats ging in 2013 bij de opheffing van de gemeente Kõrgessaare naar de gemeente Hiiu en in 2017 bij de opheffing van de gemeente Hiiu naar de gemeente Hiiumaa.

## Bevolking
Het dorp had 8 inwoners op 31 december 2011 en 7 inwoners op 31 december 2021.

## Ligging
Poama ligt aan de noordkust van het schiereiland Kõpu aan de Baai van Luidja (Luidja laht). Delen van de plaats vallen onder het natuurgebied Kõpu looduskaitseala (30,64 km²). Achter de duinen ligt het meer Poama järv (6,5 ha). Een tweede meer achter de duinen, het Luidja järv (9,4 ha), ligt gedeeltelijk op het grondgebied van Poama en gedeeltelijk op dat van het buurdorp Luidja. Tussen de meren komt de beek Poama oja uit in de baai.

## Geschiedenis
Poama werd voor het eerst genoemd als boerderij in 1609 en heette achtereenvolgens Pungam Endrich (1609), Pungemah of Pungamah (1688) en Poama Andrus (1834). De boerderij lag vanaf 1633 op het landgoed van Hohenholm (Kõrgessaare). Het is niet bekend wanneer Poama de status van dorp kreeg. In elk geval komt de plaats als dorp voor op een kaart uit 1931.
Kort na 1950 werd het buurdorp Palli bij Poama gevoegd. In 1977 werd Poama zelf een deel van het buurdorp Luidja. In 1997 werden Poama en Palli weer aparte dorpen.